# Gunung Intan (Barumun)
Gunung Intan is een bestuurslaag in het regentschap Padang Lawas van de provincie Noord-Sumatra, Indonesië. Gunung Intan telt 643 inwoners (volkstelling 2010).